# Ekrem Buğra Ekinci
Pour les articles homonymes, voir Ekinci.
Ekrem Buğra Ekinci, né en 1966 à Ankara, est un juriste et universitaire turc, professeur d'histoire du droit et de droit islamique turc à l'université de Marmara.

## Biographie
Ekrem Buğra Ekinci est diplômé de la faculté de droit de l'université d'Ankara en 1987. Il a fait son stage d'avocat en 1988 et a obtenu sa maîtrise en droit en 1991. En 1996 il est devenu docteur en droit de la faculté de droit de l'université d'Istanbul, sa thèse portant sur les tribunaux civils ottomans et sur le droit de procédure civile de l'État ottoman..
En 1999, il est professeur associé d'histoire du droit à l'université de Marmara, dont il devient en 2005 professeur titulaire.
Il a été enseignant-chercheur à l'université de Jordanie à Amman entre 1992 et 1993. Il a aussi travaillé aux facultés de droit d'Ankara et d'Erzincan.
Il est académicien turc.

## Ouvrages (en turc)
- Ateş İstidâsı-İslâm-Osmanlı Hukukunda Mahkeme Kararlarının Kontrolü (Audit des décisions juridictionnelles dans la législation ottomane et islamique), Filiz Kitabevi, İstanbul 2001, XVI+293 p.
- İslâm Hukuku ve Önceki Şeriatler (Législation islamique et Lois précédentes), Arı Sanat Yayınevi, İstanbul 2003, 336 p.
- Osmanlı Mahkemeleri (Tribunaux ottomans / Cours Ottomans), Arı Sanat Yayınevi, İstanbul 2004, 383 p.
- İslâm Hukukunda Değişmenin Sınırı (Les limites de changement dans le droit islamique), Arı Sanat Yayınevi, İstanbul 2005, 152 p.
- İslâm Hukuku (le droit islamique), Arı Sanat Yayınevi, İstanbul 2006, 216 p.
- İslâm Hukuku Tarihi (Histoire du droit islamique), Arı Sanat Yayınevi, İstanbul 2006, 296 p.
- Karakoç Serkiz-Külliyât-ı Kavânîn Fihrist-i Târihî, (l’index de l’histoire des œuvres complètes de loi)  avec: Mehmet Akif Aydın, Mehmet Akman, Fethi Gedikli et Macit Kenanoğlu. 2 Cild. Türk Tarih Kurumu, Ankara 2006. 1. vol : XII+584 p; 2. vol : 1022 p.
- Ahmed Cevdet Paşa ve Mecelle (Ahmed Jevdet Pasha et Majalla (al ahkam al adaliyya), avec Ahmet Şimşirgil, KTB Yayınları, İstanbul 2008, 176 p.
- Osmanlı Hukuku (Droit Ottoman), Arı Sanat Yayınevi, İstanbul 2008, deuxième édition 2012, 600 p.
- Hukukun Serüveni (Histoire du Droit),  Arı Sanat Yayınevi, İstanbul 2011.